# Língua baniua
A língua baniua, também conhecida como baniba, baniva Baníwa, baniua do içana, dakenei, issana, kohoroxitari ou maniba é uma língua aruaque falada pelo povo Baniwa, constituído de aproximadamente 4 700 indígenas localizados às margens do rio Içana, na fronteira entre Brasil, Colômbia e Venezuela.
É um dos idiomas oficiais do município de São Gabriel da Cachoeira desde 2003, ao lado do nheengatu, do tucano e do português. Tem diversos dialetos, como o carútana (já extinto), hohodené (hoódene, hohodena, kadaupuritana, cadaupuritana), siusy-tapuya (seuci, siuci, siusi).
Em 2023, foi declarada língua oficial de todo o Amazonas, juntamente com outras 15 línguas indígenas.

## Dialetos
A língua baniwa-koripako tem três superdialetos (Ramirez 2020: 44):
- Superdialeto Meridional (Karotana): no baixo rio Içana, mais um grupo vivendo em Victorino no rio Guainia (fronteira Colômbia-Venezuela). Subdialetos:
  - mapatsi-dákeenai (yurupari-tapuya)
  - wadzoli-dákeenai (urubu-tapuya)
  - dzawi-mínanai (yauareté-tapuya)
  - adaro-mínanai (arara-tapuya)
- Superdialeto Central (Baniwa): no médio rio Içana (da missão Assunção até Siuci-Cachoeira) e seus afluentes (rio Aiari e baixo rio Cuiari). Subdialetos:
  - hohódeeni
  - walipere-dákeenai (siucí-tapuya)
  - máolieni (cáuatapuya)
  - mápanai (ira-tapuya)
  - awádzoronai
  - molíweni (sucuriyú-tapuya)
  - kadáopoliri
  - etc.
- Superdialeto Setentrional (dito “Koripako” no Brasil): no alto rio Içana (de Matapi acima), rio Guainia, cabeceiras do rio Cuiari. Subdialetos:
  - ayáneeni (tatú-tapuya)
  - payoálieni (pacútapuya)
  - komada-mínanai (ipéca-tapuya)
  - kapitti-mínanai (coatí-tapuya)
  - etc.

Comparação lexical dos dialetos baniwa-koripako (Ramirez 2020: 45-46):
| Português | Superdialeto Centrais | Superdialeto Setentrionais | Victorino        | Tariano          |
| --------- | --------------------- | -------------------------- | ---------------- | ---------------- |
| cabeça    | -hiwida               | -hiwida                    | -hiwida          | -hiwida          |
| cabelo    | -tʃi-kʊɺe             | -tʃi-kʊɺe                  | -tsi-kʊɺe        | -tʃi-aɺe         |
| dente     | -ee(-tsha) / -jai     | -eetʃha                    | -jai             | -ee / -ja        |
| unha      | -tsʊta / tsʊɺa        | -tʃʊta                     | tsʊɺa            | -ʊʊpada / -tsʊta |
| costas    | -t̪ama                 | -danhiit̪e                  | -inhaapi         | -tsame           |
| fígado    | -jhʊpana              | -jhʊʊpana                  | -kabaɺe (< baré) | -kaɺe-tana       |
| onça      | dzaawi                | jaawi                      | dzaawi           | jaawi            |
| cobra     | aapi                  | aapi                       | eepi-tsi         | ããpi             |
| pássaro   | kepiɻa                | wiiphiaɻʊ                  | tsiika           | kepiɾa           |
| galinha   | kaɺaka                | kʊama                      | kaɺaka           | kaɺaka           |
| criança   | i-eni-pe-t̪i           | i-eni-pe-t̪i                | mhaapeni         | i-eni-pe         |
| sol       | kamʊi                 | heeɻi                      | kamʊi            | keeɾi (“lua”)    |
| rede      | pieta                 | aamakʊ, aapieta            | makaithepa       | aamakʊ           |
| ir        | -aa                   | -aa                        | -pitʊ            | -aa              |
| brincar   | -tʊpika               | -tʊpika                    | -matshʊʊta       | -manika          |
| cortar    | -takhaa               | -jʊa                       | -takhaa          | -apitsa          |
| lavar     | -kʊtshʊ               | -hipa                      | -kʊtshʊ          | -hipa            |
| morrer    | maɺiʊme               | ma-jami                    | -dzaami          | -jami            |
| nadar     | -aajhaa               | -hiɲa                      | -aanhaa          | -aajhaa          |
| saber     | -aanhee               | -anhii                     | -aanhee          | -aanhi           |
| ter medo  | kaaɻʊ                 | kaaɻʊ                      | kaiwaa           | kaɾʊ             |
| virar     | -kapʊkʊ               | -kabʊkʊ                    | -pedʊkeeta       | -kapʊkʊ          |
| velho     | pedaɺia               | pekiɻi                     | pedaɺia          | pedaɺia          |
| comprido  | japi                  | haɺipa                     | japi             | wia              |
| longe     | jakaa                 | teekʊ                      | jakaa            | wia-ka           |
| pesado    | hamiɲa                | hamiɲa                     | hameɻʊ           | hamiɲa           |
| aqui      | aahã                  | aahĩ                       | aakhe            | hĩ               |
| como?     | kʊame?                | kʊahĩ?                     | kʊadzʊ?          | kʊena?           |
| não       | ɲame, kaɻʊ            | ɲame, kʊɻi                 | kheni, kaɻʊ      | kʊɾipʊa, -kade   |
| sim       | ʊʊhʊ͂                  | ʊʊhʊ͂, aahã                 | eehe͂             | aahã             |

## Falantes

Escola baniua no rio Içana, no Brasil

Os baniuas ou Baníwa vivem na fronteira do Brasil com a Colômbia e Venezuela, em Assunção do Içana e outras aldeias localizadas às margens do rio Içana (um dos principais afluentes do Rio Negro) e seus tributários (Cuiari, Aiairi e Cubate). Há também comunidades no Alto Rio Negro/ Guainía (denominação do rio Negro acima da confluência com o canal de Cassiquiari) e nos centros urbanos de São Gabriel da Cachoeira, Santa Isabel do Rio Negro e Barcelos. Já os Curripacos ou Kuripako, que falam um dialeto da língua baniua, vivem na Colômbia e no Alto Içana (Brasil).
As etnias aparentadas são exímias na confecção de cestaria de arumã (Ischnosiphon arouma), cuja arte milenar lhes foi ensinada pelos heróis criadores e que, hoje, vem sendo comercializada no mercado brasileiro.
Recentemente, os Baníwa têm se destacado pela participação ativa no movimento indígena da região. Trata-se de um complexo cultural de 22 etnias diferentes, mas articuladas em uma rede de trocas e em grande medida identificadas no que diz respeito a organização social, cultura material e visão de mundo.
Havia cerca de 5 460 falantes de baniua no Brasil em 1983 (Conf. SIL), sendo 4 047 da tribo do mesmo nome, mil Hohodené e 403 Seuci. Na Venezuela, eram 610 de um total étnico baniua de 2 048 pessoas. No Brasil, vivemàs margens do rio Içana e, na Venezuela, estão nas proximidades dos rios Curipaco e Guarequena, junto à fronteira com a Colômbia.
A língua baniwa do Içana compreende uma série de dialetos correspondentes aos vários pequenos grupos em que se divide essa etnia. Esses grupos se distribuem ao longo do rio Içana, seus afluentes e subafluentes, no extremo norte do estado do Amazonas, e são às vezes referidos como Karútana (os que habitam a região do Baixo Içana) e Koripaka, Koripako ou Kuripako ( os que habitam o Alto Içana). São mais de 20 grupos denominados individualmente por etnônimos em língua baniwa do Içana e na língua geral amazônica (nhangatu). Assim, entre os Karútana, incluem-se, entre outros, os Adáru-minanei (Arára-tapúya: ‘gente da arara’), os Dzawi-minanei (Yawareté-tapúya: ‘gente da onça’). Entre os Kuripako, estão os Adzáneni (Tatu-tapúya: ‘gente do tatu’) e os Kapité-mnanei (Kuatí-tapúya: ‘gente do quati’), entre outros.
Os grupos nas áreas dos rios Içana e Ayarí que falam a língua baniua são: Hohodené, Kadaupuritana, Sucuriyu-Tapuya, Siusy-Tapuya, Irá-Tapuya, Kawá-Tapuya, Walipere-dakenai.
São nômades e se deslocam entre o Brasil, a Venezuela e a Colômbia. Muitos falam o espanhol ou o português e alguns usam o alfabeto latino para escrever em língua baniua.

## Escrita
Como todas as línguas nativas da Amazônia, o baniua usa o alfabeto latino, que, para o idioma, tem a forma como segue:
- vogais - são A, E, I, U nas formas curta e longa (dupla).
- consoantes - a língua utiliza menos consoantes se comparada ao português, não tem C, F, G, J, L, Q, V, X, Z; o S não aparece isolado; tem os conjuntos Dz, Kh, Ph, Rr, Th, Ts, o Ñ e o apóstrofo (').

## Fonologia
|             |             | Bilabial | Dental | Alveolar | Palatal | Velar | Glotal |
| ----------- | ----------- | -------- | ------ | -------- | ------- | ----- | ------ |
| Stop        | plain       | p        | t̪      | t        |         | k     |        |
| Stop        | aspirada    | pʰ       | t̪ʰ     | tʰ       |         | kʰ    |        |
| Stop        | sonora      | b        |        | d        |         |       |        |
| Africada    | plana       |          |        | ts       | tʃ      |       |        |
| Africada    | sonora      |          |        | dz       | dʒ      |       |        |
| Fricativa   | plana       |          |        | ʃ~ʂ      |         |       | h      |
| Fricativa   | sonora      |          |        | ʒ~ʐ      |         |       |        |
| Vibrante    | Vibrante    |          |        | ɺ        |         |       |        |
| Nasal       | Nasal       | m        |        | n        | ɲ       |       |        |
| Aproximante | Aproximante | w        |        |          | j       |       |        |

|         | Anterior | Posterior |
| ------- | -------- | --------- |
| Fechada | i iː     | u uː      |
| Medial  | e eː     |           |
| Aberta  | a aː     |           |

## Gramática

### Alinhamento
Baniua apresenta um alinhamento ativo-passivo. Isso significa que o sujeito de uma cláusula intransitiva às vezes é marcado da mesma maneira que o agente de uma cláusula transitiva]] e, às vezes, da mesma maneira que o agente da passiva de uma cláusula transitiva. Em Baniua, o alinhamento é realizado através de concordância verbal, a saber, por prefixos e enclíticos.
Prefixos são usados para:
- Sujeitos de transitivos ativos (S a )
- Agentes de cláusulas transitivas (A)
- Possuidores
- Argumentos de adposições

Os enclíticos são usados para marcar:
- Sujeitos de intransitivos estáticos (S o )
- Passivos de cláusulas transitivas (O)

|                        | Prefixos | Prefixos | Enclíticos | Enclíticos |
| ---------------------- | -------- | -------- | ---------- | ---------- |
|                        | singular | plural   | singular   | plural     |
| 1ª pessoa              | nu-      | wa-      | -hnua      | -hwa       |
| 2ª pessoa              | pi-      | i-       | -phia      | -ihia      |
| 3ª pessoa não-feminina | ri-      | na-      | -ni/ -hria | -hna       |
| 3ª pessoa feminina     | ʒu-      | na-      | -ni/ -hria | -hna       |
| Impessoal              | pa-      | pa-      | -pha       | -pha       |

As diferenças entre cláusulas intransitivas ativas e predicativas podem ser ilustradas abaixo:
- Transitivo: ri-kapa-ni 'Ele o vê'
- Intransitivo ativo: ri-emhani 'Ele caminha'
- Intransitivo predicativo: hape-ka-ni 'Ele é frio'

### Classe de substantivos
Baniua tem um sistema interessante de classificação de substantivos que combina um sistema de gênero] com um sistema [lassificador de substantivos. Baniua tem dois gêneros: feminino e não feminino. A concordância para o gênero feminino existe somente para se referir a referentes femininos, enquanto que para o gênero não feminino é usado para todos os outros referentes. Os dois gêneros se distinguem apenas na terceira pessoa do singular. Aihkenvald (2007) considera que o sistema de gênero bipartido é herdado do Proto-Aruaque.
Além do gênero, o Baniua também possui 46 classificadores. Os classificadores são usados em três contextos principais:
- Como sufixo derivacional dos substantivos, Ex.: tʃipaɾa-api (CL – objeto metálico oco) 'panela'
- Com numerais, Ex.: apa-api mawapi (Uma-CL. Arma oca- CL. Longa fina) 'uma arma de fogo'
- Com adjetivos, Ex.: tʃipaɾa-api maka-api (objeto metálico -CL.grande oco-CL.oca) 'panrla grande'

Aihkenvald (2007) divide os classificadores Baniua em quatro classes diferentes. Um conjunto de classificadores é usado para seres humanos, seres animados e partes do corpo. Outro conjunto de classificadores especifica a forma, consistência, quantificação ou especificidade do substantivo. Mais duas classes podem ser distinguidas. Um é usado apenas com números e o outro é usado apenas com adjetivos.
Classificadores para Humanos seres animados:
| Classificador | Uso                                    | Exemplo                          |
| ------------- | -------------------------------------- | -------------------------------- |
| -ita          | para machos animados e partes do corpo | apa-ita pedaɾia 'um homem idoso' |
| -hipa         | só para humanos masculinos             | aphepa nawiki 'homem idoso'      |
| -ma           | for female referents                   | apa-ma inaʒu 'uma mulher'        |

Classificadores de acordo com forma, consistência, quantificação e especificidade:
| Classificador | Uso                                                           | Exemplo                                                 |
| ------------- | ------------------------------------------------------------- | ------------------------------------------------------- |
| -da           | objetos redondos, fenômenos naturais e classificador genérico | hipada 'pedra'                                          |
| -apa          | seres animados, semi-ovais, voadores                          | kepiʒeni 'ave'                                          |
| -kwa          | algo plano, redondo, extensos                                 | kaida 'praia'                                           |
| -kha          | objetos curvilíneos                                           | a:pi 'cobra'                                            |
| -na           | objetos verticais em pé                                       | haiku 'árvore'                                          |
| -Ø            | objetos ocos e pequenos                                       | a:ta 'copa'                                             |
| -maka         | objeto extensíveis                                            | tsaia 'saia'                                            |
| -ahna         | líquidos                                                      | u:ni 'água'                                             |
| -ima          | ladoss                                                        | apema nu-kapi makemaɾi 'um lado grande de minha mão'    |
| -pa           | caixas, pacotes                                               | apa-'pa itsa maka-paɾi uma grande caixa de anzóis'      |
| -wana         | fatia fina                                                    | apa-wana kuphe maka-wane 'uma grande fatia de peixe'    |
| -wata         | pacote para transporte                                        | apa-wata paɾana maka-wate 'um pacote grande de bananas' |
| -Ø            | canoas                                                        | i:ta 'canoa'                                            |
| -pawa         | rios                                                          | u:ni 'rio'                                              |
| -ʃa           | excremento                                                    | iʃa 'excremento'                                        |
| -ya           | peles                                                         | dzawiya 'pele de jaguar'                                |

Os classificadores associados aos nomes de animais e plantas (Ramirez 2020: 234-235):
-da 'arredondado'
- Certos mamíferos: porco, tatu, paca, rato, cuandu.
- Certas aves, geralmente pequenas e de forma arredondada: inambu, pombo, etc.
- Certos peixes, geralmente de forma arredondada: acará, pacu, piranha, bodó, anujá, pirarara, etc.
- Outros animais de forma arredondada: jabuti, caracol, mosca, besouro, pulga, piúm, ura (larva), maruim, mucuim, etc.
- Frutos e tubérculos arredondados: goiaba, pimenta, mamão, manga, limão, laranja, abiu, maracujá, grão de feijão, mandioca, cará, etc.

-na 'forma de tronco, de pé de árvore'
- Certos mamíferos, geralmente quadrúpedes (que estão “de pé”): cão, gato, onça, anta, boi, tamanduá, veado, irara, lontra, quati, capivara, cutia, mucura, boto.
- Árvore, pau, esteio, lenha, maniva.

-aápa 'oblongo, alongado'
- Muitas aves: arara, papagaio, jacamim, urubu, coruja, beija-flor, gavião, mutum, jacu, cujubim, japim, gaivota, pica-pau, garça, saracura, pato, tucano, martim-pescador, anu, bacurau, bem-te-vi, pipira, andorinha, etc.
- Certos peixes: aracu, jacundá, traíra, peixe-cachorro, etc.
- Outros animais: camarão, vespa, mutuca, carapanã, grilo.
- Certos tubérculos ou frutos oblongos: milho, macaxeira, ingá, banana, abacaxi, etc.

-iíta 'achatado'
- Certos mamíferos: macaco, esquilo, morcego, jupará.
- Certos peixes: mandi, tucunaré, arraia, piaba, etc.
- Quelônios aquáticos, sapos e rãs.
- Outros animais, principalmente insetos: formiga, abelha, cupim, aranha, escorpião, barata, piolho, gafanhoto, libélula, borboleta, carrapato, caranguejo, etc.

-khaa 'serpentiforme, filiforme'
- Cobras e lagartos.
- Minhocas e lagartas.
- Miriápodes: embuá, lacraia.
- Certos peixes de forma serpentiforme: poraquê, muçum, sarapó, jandiá, surubim, piraíba, etc.

### Negação
Existem dois modos independentes principais para negação nas variedades Kurripako-Baniua:
- Marcadores negativos independentes
- O prefixo derivativo privativo ma-

Diferentes variedades têm diferentes marcadores negativos. Isso é tão proeminente que os falantes identificam os dialetos de Kurripako de acordo com as palavras 'sim' e 'não'.
| Dialeto    | Falado em                    | Sim | Não    |
| ---------- | ---------------------------- | --- | ------ |
| Aha-Khuri  | Colômbia, Venezuela & Brasil | Aha | Khuri  |
| Ehe-Khenim | Venezuela                    | Ehe | Khenim |
| Oho-Karo   | Colômbia & Brasil            | Oho | Karo   |
| Oho-Ñame   | Colômbia & Brasil            | Oho | Ñame   |

Os marcadores negativos independentes vêm antes do verbo. São usados como negadores orais em sentenças declarativas e interrogativas. Sãotambém são usados para vincular cláusulas.
O sufixo privativo é anexado aos substantivos para derivar um verbo que significa 'sem' o substantivo do qual foi derivado. O oposto do prefixo privativo é o prefixo atributivo ka- . Isso deriva um verbo que significa 'ter' o substantivo do qual foi derivado. A diferença pode ser ilustrada abaixo:
- Substantivo: iipe 'carne'
- Privativo: ma -> meepe 'ser magro' (lit. falta carne)
- Atributivo: ka - iipe> keeppe 'ser gordo' (lit. tem carne)

Esses prefixos são utilizados em combinação com o sufixo restritivo -tsa para formar imperativos negativos: Ex. ma-ihnia-tsa 'não coma!'. Um prefixo privativo também é reconstruído no Proto-Arawak privativo como * ma-.a! ' Um prefixo privado também é reconstruído no privativo Proto-Arawak como * ma-.

### Ordem das palavras
Granadillo (2014) considera o Baniua como uma língua Verbo-Objeto-Sujeito (VOS).

## Vocabulário

### Verbos
| Baniua | Português |
| ------ | --------- |
| Kapa   | Ver       |
| Za     | Beber     |
| Hima   | Ouvir     |
| Cami   | Morrer    |
| Nu     | Vir       |

### Lista de palavras
Lista de palavras baniuas (Sousa 1959):
| Português                 | Baniua                       |
| ------------------------- | ---------------------------- |
| homem                     | atxinari (txi, muito rápido) |
| mulher                    | inarru                       |
| menino                    | iene-pati                    |
| menina                    | inarru                       |
| criança                   | iém-bêti                     |
| rapaz                     | atxinarru (ou i)             |
| moça                      | inarru                       |
| pai                       | pa-dzô                       |
| mãe                       | noo-duá                      |
| filho                     | noenipé                      |
| filha                     | noo-idô                      |
| neto                      | nudâ-querri                  |
| neta                      | nudâ-quedua                  |
| genro                     | nutxi-marré                  |
| nora                      | noo-itô                      |
| tio                       | noo-querri                   |
| tia                       | nocuirrô                     |
| sobrinho                  | ni-ri                        |
| sobrinha                  | nôpérrirri                   |
| cunhado                   | nô-ri                        |
| cunhada                   | nó-i-duâ                     |
| avô                       | noo-perri                    |
| avó                       | indaquê-duâ                  |
| cabeça                    | nê-uí-dâ                     |
| olhos                     | nô-txi                       |
| olho direito              | nôtxi-macaia                 |
| olho esquerdo             | nocâ-cudâ                    |
| cabelo                    | notxi-coré                   |
| testa                     | noécoá                       |
| orelhas                   | noéni                        |
| ouvido                    | nonacorico                   |
| nariz                     | itacó                        |
| boca                      | nunumá                       |
| língua                    | noénêné                      |
| dentes                    | noé-txá                      |
| lábios                    | nunumaia                     |
| face                      | nuca-cuiá                    |
| queixo                    | nué-râ ("r" brando)          |
| pescoço                   | nué-galicô                   |
| ombros                    | nuqui-apá                    |
| peito                     | nô-cudá                      |
| costa, costelas           | numiruâpi                    |
| coração                   | nucàrê                       |
| pulmão                    | nô-êni                       |
| barriga                   | nô-au-á                      |
| braço direito ou esquerdo | noná-pâ                      |
| mão direita ou esquerda   | nô-capi                      |
| umbigo                    | nô-motxi                     |
| dedos                     | nô-capuira                   |
| perna                     | nô-côtxi                     |
| pé                        | nô-ipá                       |
| dedos do pé               | nô-ipé-uidá                  |
| calcanhar                 | nô-corô-dâ                   |
| unha                      | nossô-tá                     |
| céu                       | e-enô                        |
| estrelas                  | e-uitxi                      |
| sol                       | amôri                        |
| lua                       | kê-rri                       |
| raio, trovão              | e-enô                        |
| dia                       | ê-quapi                      |
| noite                     | de-pi                        |
| morro, montanha           | i-zzapá                      |
| rio                       | u-uni                        |
| lago                      | cá-retá                      |
| chuva                     | i-zzá                        |
| vento                     | cuára                        |
| igarapé                   | inhâu-opô                    |
| água                      | u-ni                         |
| ilha                      | qué-véré                     |
| cachoeira                 | ri-ipá                       |
| roça                      | kênihé                       |
| casa                      | pan-etê                      |
| canoa                     | ni-dá                        |
| rancho                    | ti-iná                       |
| terreiro                  | i-ipaí                       |
| fogo, lenha               | ti-izzé                      |
| tição, brasa              | tizé-vên                     |
| rede                      | iê-tá                        |
| chão                      | u-paí                        |
| árvore                    | ai-cô                        |
| moquém                    | nu-miqué                     |
| cuia                      | cuia                         |
| comida                    | nô-inhau-adá                 |
| faca                      | cápa                         |
| machado                   | má-târi                      |
| panela                    | tô-rrô                       |
| pote de barro             | tô-rô-dá                     |
| balaio                    | guaraia                      |
| peneira                   | dôpêtzi                      |
| banana                    | paraná                       |
| beiju                     | pé-tké                       |
| mandioca                  | cae-ini                      |
| farinha                   | ma-tçoca                     |
| batata-doce               | nôo-cacá; cará-atxi          |
| pimenta                   | a pi                         |
| cana                      | mâpa                         |
| galinha                   | matxucá                      |
| ovo                       | rie-fé                       |
| cachorro                  | ci-nô                        |
| porco                     | a-pidzá                      |
| onça                      | tzzâui                       |
| veado                     | né-irri                      |
| cutia                     | ti-itxi                      |
| tatu                      | aridâri                      |
| anta                      | ê-má                         |
| jacaré                    | cal-xerri                    |
| peixe                     | cu-pé                        |
| paca                      | dapâ                         |
| bicho                     | acôrro                       |
| formiga                   | hamé                         |
| conta, miçanga            | marôio                       |
| sal                       | iuquira (língua geral)       |
| fósforos                  | palito (língua geral)        |
| sabão                     | sabão                        |
| calça                     | txurra                       |
| camisa                    | camisá                       |
| chapéu                    | chapéu                       |
| pente                     | ma-uidá                      |
| sim                       | hôn-hôn                      |
| não, nada ou não tem nada | curi-papa                    |
| solteira [-o?]            | nô-i-nô                      |
| casado                    | nô-i-nêrri                   |
| viúvo                     | nô-ine-dzangó                |
| bonito, bom               | ma-txi-ádê                   |
| feio                      | dôpo                         |
| ruim                      | matxidé                      |
| frio                      | a-pêrri                      |
| quente                    | a-mûdê                       |
| febre                     | tacûa                        |
| dor                       | cá-idê                       |
| 1                         | pauéridza                    |
| 2                         | dzamâuari                    |
| 3                         | madariaui                    |
| 4                         | uadáca                       |
| 5                         | cinco (contando nos dedos)   |
| 6                         | seis (contando nos dedos)    |
| 7                         | sete (contando nos dedos)    |
| 8                         | oito (contando nos dedos)    |
| 9                         | nove (contando nos dedos)    |
| 10                        | dez (contando nos dedos)     |

## Frases
Frases baniuas:
| Português                     | Baniua              |
| ----------------------------- | ------------------- |
| Tenho sede                    | Dépi-atoâ           |
| Tenho fome                    | Nauitá-caí          |
| Estou doente                  | Manupé-dê           |
| Estou com sono                | Numá-toâ            |
| Quero dormir                  | Numatêna            |
| Traga-me um pouco dágua       | Pidé-oni            |
| Tem fruta?                    | Panêreta-atxi?      |
| Tem alguém doente?            | Idzá-migoitá?       |
| O que você quer de pagamento? | Quapiu-mariricuada? |
| Boa-noite                     | Dzamóre             |
| Bom-dia                       | Pauari-ecuápe       |
| Vou trabalhar na roça         | Manu-câ             |
| Quantos filhos têm?           | Manupé-dê?          |
| Mora aqui há muito tempo?     | Opinapi-ha-cuá?     |
| Quantos anos?                 | Paná-hamuri?        |

## Amostra de texto
- 1. Liaji iacoti Cafidali, liofa caidalitsa, liofa lipeyatoa linaita piomi liaji pacapali tsaca, oopi liofa Dios iinai caidalitsa ima Dioscan.
- 2. Niini nocaiteca, oopipia lipeyatoa linaita cucacatsa liofa Dios iinai.
- 3. Nite liaji Dios licada linaita piomi; curritsa cuca inaitaca cucacatsa icamitsa liatsa inaita piomi

Português
- 1. No princípio era o Verbo, e o Verbo estava com Deus, e o Verbo era Deus.
- 2. O mesmo aconteceu no princípio com Deus.
- 3. Todas as coisas foram feitas por ele; e sem ele nada do que foi feito foi feito.[17]